# Marie Bonaparte-Wyse
Marie Bonaparte-Wyse, também conhecida como Maria Rattazzi, (Waterford, 25 de abril de 1831 – França, 6 de fevereiro de 1902) foi uma escritora francesa.

## Vida
Ela nasceu em Waterford, Irlanda, neta de Lucien Bonaparte (tornando-se sobrinha-neta do imperador Napoleão I) por sua segunda esposa, através do casamento de sua filha Letizia com Sir Thomas Wyse, um irlandês, plenipotenciário britânico em Atenas, e membro do Parlamento. No entanto, ela nasceu depois que sua mãe foi separada de Wyse por três anos, e seu pai biológico era o oficial do exército britânico Capitão Studholme John Hodgson.
Ela foi educada em Paris. Em dezembro de 1848, aos dezessete anos, Marie (secretamente chamada Marie-Studholmine) casou-se com Frédéric Joseph de Solms (1815-1863), um rico cavalheiro de Estrasburgo que logo a deixou para ir para a América. Marie, conhecida como a "Princesa de Solms", ficou com sua mãe, que mantinha um brilhante salão em Paris frequentado por Victor Hugo, Eugène Sue, o jovem Alexandre Dumas e outros escritores.
No início da década de 1850, Marie teve um caso com o conde Alexis de Pommereu que gerou um filho em 1852. Em fevereiro de 1853, as autoridades francesas ordenaram sua expulsão do Império, após acusações de que ela portava ilegalmente o nome Bonaparte e provocou "desordens escandalosas ". Houve, no entanto, relatos de que o imperador Napoleão III havia secretamente feito várias visitas à sua bela e jovem prima, que a ciumenta imperatriz Eugênia soube das visitas e disse ao marido que Maria mantinha um salão de subversivos e que ele havia ordenado sua expulsão.
Em agosto de 1853 Marie se estabeleceu em Aix-les-Bains em Saboia, então parte do Reino da Sardenha, onde seu amante (Pommereu) construiu para ela um chalé que logo se tornou o centro de um novo salão literário. Ela ia muitas vezes a Turim, a capital do reino, onde estabeleceu mais um salão no Hôtel Feder. Ela manteve amizade com Hugo, Sue, Dumas e outros, incluindo Lajos Kossuth, Alphonse de Lamartine, Félicité Robert de Lamennais, Henri Rochefort, Tony Revillon e o ministro dos Estados Unidos na Sardenha, John Moncure Daniel.

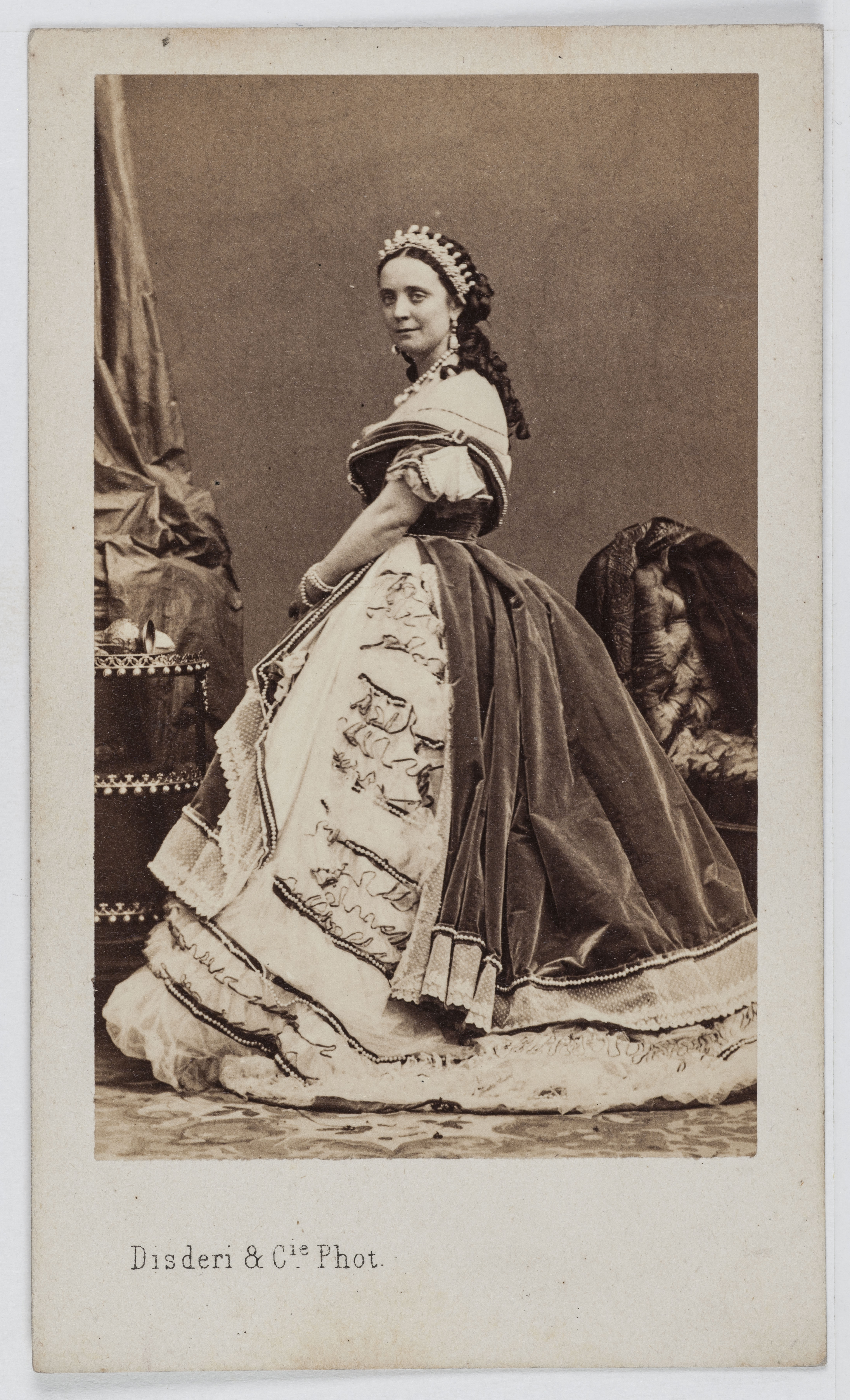
Marie-Lætitia Bonaparte-Wyse (1831-1902)

Em 1859, o primo libertino de Napoleão III, o príncipe Napoleão, ficou noivo de Maria Clotilde, a filha de quinze anos do rei Vittorio Emanuele II da Sardenha. Isso foi feito como parte de um acordo concluído pelo primeiro-ministro do rei, Conde Cavour, para garantir o apoio francês à Sardenha na guerra que se aproximava para libertar o norte da Itália da ocupação austríaca. (O rei, abertamente insatisfeito com o noivado, ficou secretamente satisfeito.) A sociedade de Turim ficou escandalizada quando a princesa de Solms zombou do imperador ao aparecer no baile de noivado de braço dado com o ministro dos EUA Daniel.
Ela foi uma das primeiras jornalistas e, através de Sainte-Beuve, Marie contribuiu para Le Constitutionnel sob o pseudônimo de "Baron de Stock". Ela também escreveu para o Pays e o Turf. Depois que Saboia foi anexada à França (1860) como outra parte do acordo entre Napoleão III e Cavour, Marie voltou para Paris, onde desempenhou um papel proeminente nos eventos literários e sociais da época. Ela reuniu em seu salão homens de todos os matizes de opinião. Em 1863, com a morte de seu marido, ela se casou novamente com o estadista piemontês Urbano Rattazzi, e viveu com ele na Itália, onde era conhecida como "Divina Fanciulla". Após sua morte em junho de 1873, Madame Rattazzi retornou a Paris e, alguns meses depois, casou-se com seu amigo espanhol, o subsecretário Don Luis de Rute y Ginez (1844-1889), a quem ela também sobreviveu. Marie morreu viúva em 1902 em Paris.
Ela foi enterrada em Aix-les-Bains (França).

## Controvérsia
| “ | A Rattazzi, que passou dois invernos a desfrutar os literatos de Lisboa, publicou agora um livro sobre Portugal, delicioso. Imagine uma parisiense descrevendo ao vivo, estes mirmidões! Não se fala noutra coisa, e está tudo furioso. | ” |
|   | — Antero de Quental, carta a João Lobo de Moura, 19 de janeiro de 1880. |   |

Em 1876 e 1879, Maria Rattazzi — como ficou conhecida — viajou por Portugal, reunindo extensas notas e apontamentos. O resultado dessas visitas foi a publicação, em 1879, na França, da obra Le Portugal à Vol d’Oiseau, Portugais et Portugaises (traduzida como Portugal de Relance). O livro gerou uma grande polémica, pois as suas opiniões acutilantes, vindas de uma mulher — algo invulgar na época —, não foram bem recebidas pelos portugueses. Com uma escrita franca e direta, Rattazzi criou numerosas inimizades e esteve no centro de uma intensa controvérsia, que envolveu figuras proeminentes como Camilo Castelo Branco, Antero de Quental e Ramalho Ortigão.
Dos portugueses escreveu:
Os portugueses são geralmente belos e bem feitos; mas prejudicam muito essas qualidades pelo excesso de vaidade; alguns deles dão-se ares de vencedores quando passam junto das mulheres.
E sobre as portuguesas:
As portuguesas só são bonitas por exceção; mas quase todas possuem formosíssimos olhos; e é sem dúvida por isso mesmo que fazem tanto uso deles.
Camilo Castelo Branco, em tom polemista, afirmou sobre a obra da "Senhora Rattazzi":
Eu, criado no velho noticiário, tendo de anunciar o produto d'uma dama dado à luz, antes quisera, em vez d'um livro bom, anunciar um menino robusto. Acho muito mais simpática a feminilidade das mães pálidas, com olheiras, emaciadas, que aconchegam dos seios exuberantes a criancinha rosada, recém-nascida. Não me comove nem alvoroça o espetáculo d'uma autora que se remira e envaidece na brochura que deu à luz, obra entre cinco e sete tostões — 740 reis com estampilha. Por isso, antes quero noticiar um menino robusto que um oitavo compacto.
Sobre Castelo Branco, Rattazzi escreveu:
Camilo Castelo Branco, que parece condenado aos trabalhos forçados da literatura portuguesa, escreve, escreve, escreve incessantemente. […] a quantidade, segundo parece, supre por vezes a qualidade.